# Cuvry
Cuvry est une commune française située dans le département de la Moselle, en Lorraine, dans la région administrative Grand Est.

## Géographie
|                | Marly              | Pouilly               |
| Augny          | Cuvry              | Fleury                |
| Coin-lès-Cuvry | Pournoy-la-Chétive | Verny Coin-sur-Seille |

### Hydrographie
La commune est située dans le bassin versant du Rhin au sein du bassin Rhin-Meuse. Elle est drainée par la Seille, le Grand Fossé, le fossé du Pré-Saint-Laurent, le ru des Paux et le ruisseau du Ponce.
La Seille, d'une longueur totale de 137,7 km, prend sa source dans la commune de Maizières-lès-Vic et se jette  dans la Moselle à Metz en limite avec Saint-Julien-lès-Metz, après avoir traversé 57 communes.
Le Grand Fossé, d'une longueur totale de 10,3 km, prend sa source dans la commune de Marieulles et se jette  dans la Seille sur la commune, après avoir traversé quatre communes.

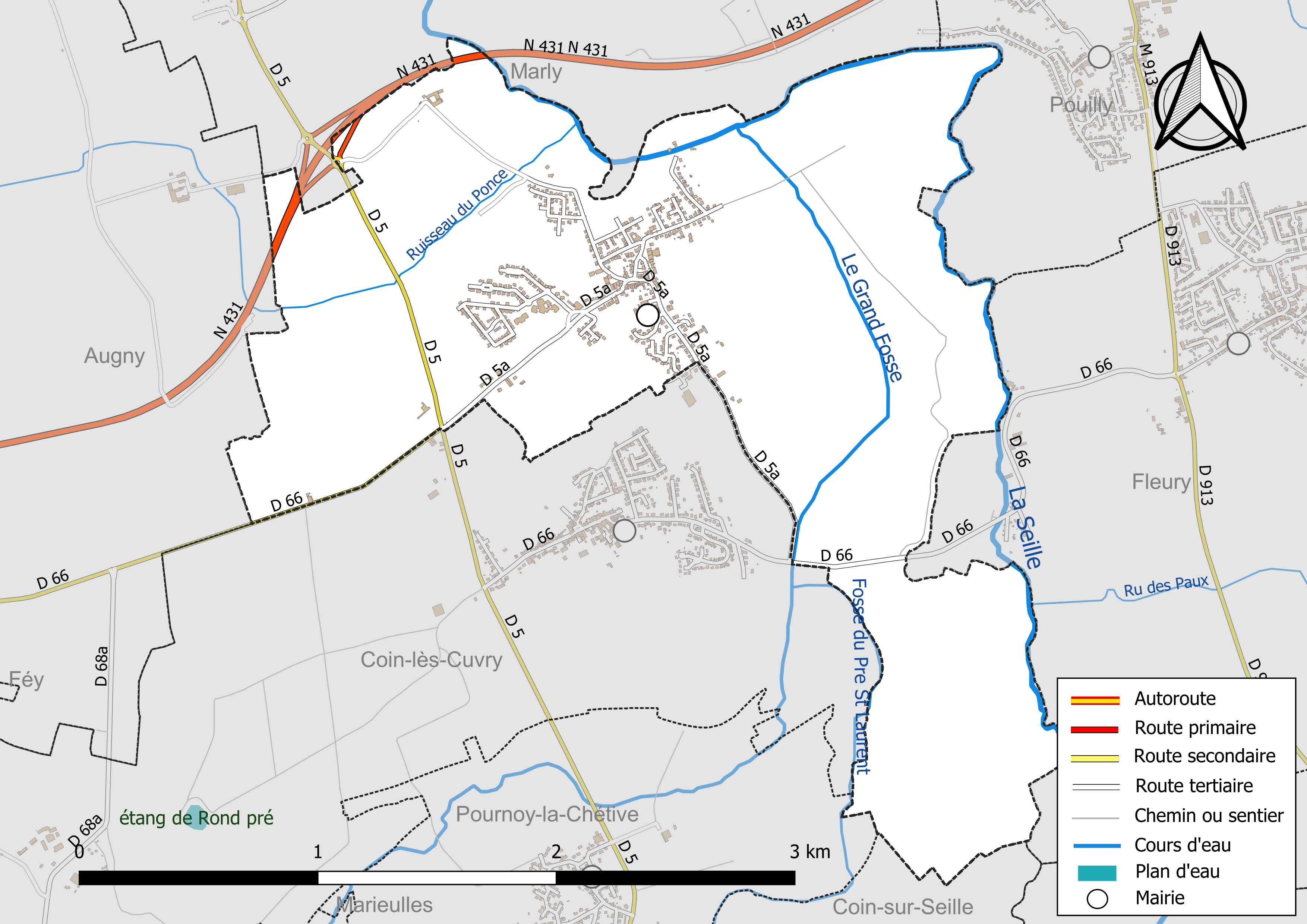
Réseaux hydrographique et routier de Cuvry.

La qualité des eaux des principaux cours d’eau de la commune, notamment de la Seille et du Grand Fosse, peut être consultée sur un site spécial géré par les agences de l’eau et l’Agence française pour la biodiversité.

### Climat
Pour des articles plus généraux, voir Climat du Grand Est et Climat de la Moselle.
En 2010, le climat de la commune est de type climat océanique dégradé des plaines du Centre et du Nord, selon une étude du Centre national de la recherche scientifique s'appuyant sur une série de données couvrant la période 1971-2000. En 2020, Météo-France publie une typologie des climats de la France métropolitaine dans laquelle la commune est exposée à un climat semi-continental et est dans la région climatique  Lorraine, plateau de Langres, Morvan, caractérisée par un hiver rude (1,5 °C), des vents modérés et des brouillards fréquents en automne et hiver. 
Pour la période 1971-2000, la température annuelle moyenne est de 9,8 °C, avec une amplitude thermique annuelle de 16,7 °C. Le cumul annuel moyen de précipitations est de 732 mm, avec 11,7 jours de précipitations en janvier et 9,1 jours en juillet. Pour la période 1991-2020, la température moyenne annuelle observée sur la station météorologique de Météo-France la plus proche, « Metz-Frescaty », sur la commune d'Augny à 3 km à vol d'oiseau, est de 11,1 °C et le cumul annuel moyen de précipitations est de 713,5 mm. 
La température maximale relevée sur cette station est de 39,7 °C, atteinte le 25 juillet 2019 ; la température minimale est de −23,2 °C, atteinte le 17 février 1956,,. 
Les paramètres climatiques de la commune ont été estimés pour le milieu du siècle (2041-2070) selon différents scénarios d'émission de gaz à effet de serre à partir des nouvelles projections climatiques de référence DRIAS-2020. Ils sont consultables sur un site spécial publié par Météo-France en novembre 2022.

## Urbanisme

### Typologie
Au 1er janvier 2024, Cuvry est catégorisée ceinture urbaine, selon la nouvelle grille communale de densité à sept niveaux définie par l'Insee en 2022.
Elle est située hors unité urbaine. Par ailleurs la commune fait partie de l'aire d'attraction de Metz, dont elle est une commune de la couronne,. Cette aire, qui regroupe 245 communes, est catégorisée dans les aires de 200 000 à moins de 700 000 habitants,.

### Occupation des sols
L'occupation des sols de la commune, telle qu'elle ressort de la base de données européenne d’occupation biophysique des sols Corine Land Cover (CLC), est marquée par l'importance des territoires agricoles (90,1 % en 2018), en diminution par rapport à 1990 (91,9 %). La répartition détaillée en 2018 est la suivante : 
terres arables (73,5 %), prairies (16,6 %), zones urbanisées (9,9 %). L'évolution de l’occupation des sols de la commune et de ses infrastructures peut être observée sur les différentes représentations cartographiques du territoire : la carte de Cassini (XVIIIe siècle), la carte d'état-major (1820-1866) et les cartes ou photos aériennes de l'IGN pour la période actuelle (1950 à aujourd'hui).

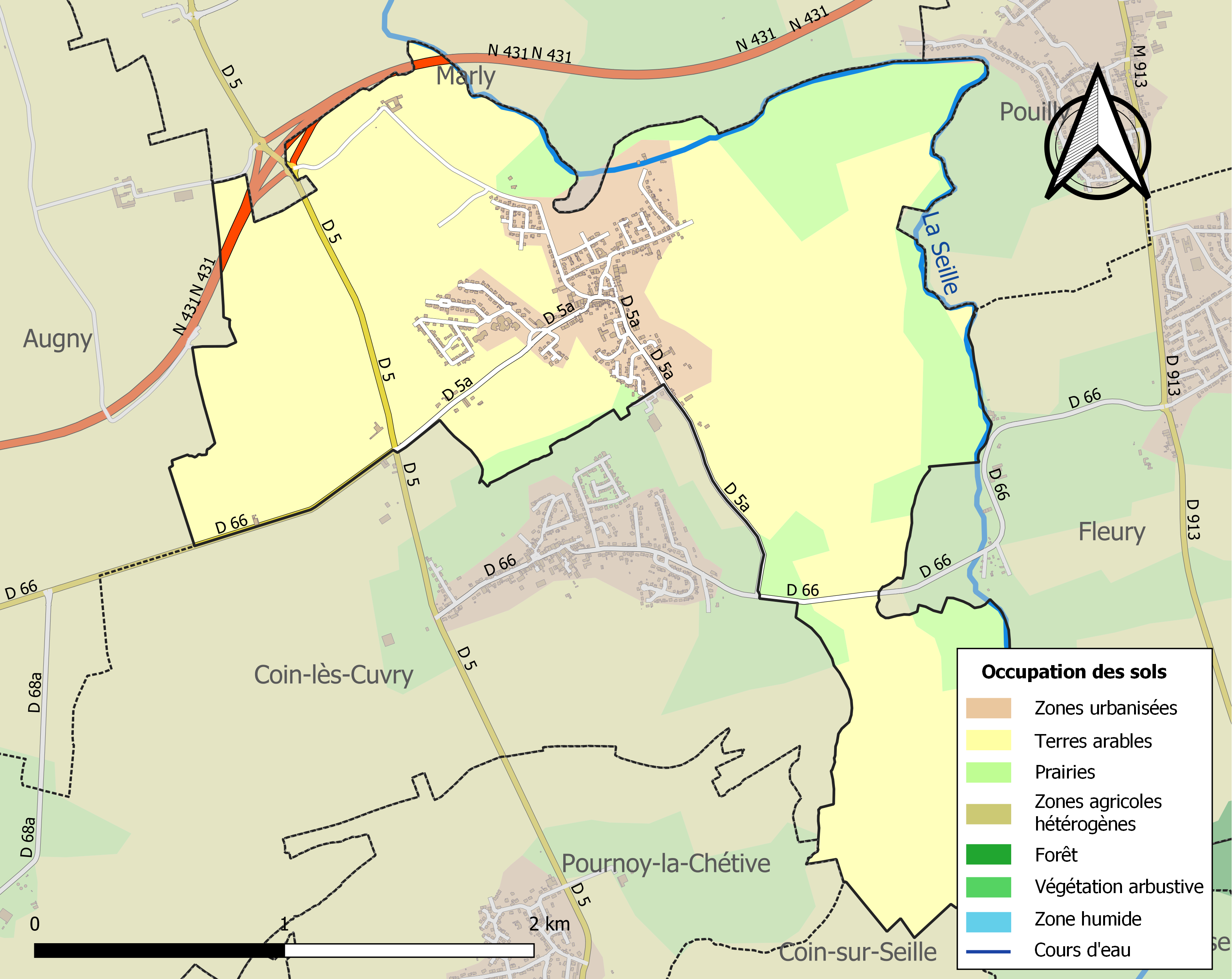
Carte des infrastructures et de l'occupation des sols de la commune en 2018 (CLC).

## Toponymie
Cuberacum (745) ; Cuveriacus (933) ; Cuveriaco (936) ; Cuvereium (1299) ; Cuvrey (1343) ; Cuve rey (1490) ; Cuvreyo, Cuvri (1544) ; Cuvery (1553).
Pendant l'annexion allemande : Kubern.

## Histoire
- Dépendait de l'ancien Pays Messin en l'Isle.
- En 1362, Lorie de Montson (née en 1326 à Vioménil) est dite dame de Cuvry où elle possédait au lieu-dit "Sorcu". Elle avait épousé en 1347, Jehan du Houx, chevalier, seigneur du Houx et de Lavelinedu Houx.
- La seigneurie de Cuvry appartenait à l’hôpital Saint-Nicolas de Metz d’où les lettres S et N sur le blason[16].
- Démolition d'une grange au cœur du village pour construire[Quand ?] la place Saint-Martin[17].
- De 1790 à 2015, Cuvry était une commune de l'ex-canton de Verny.

## Politique et administration

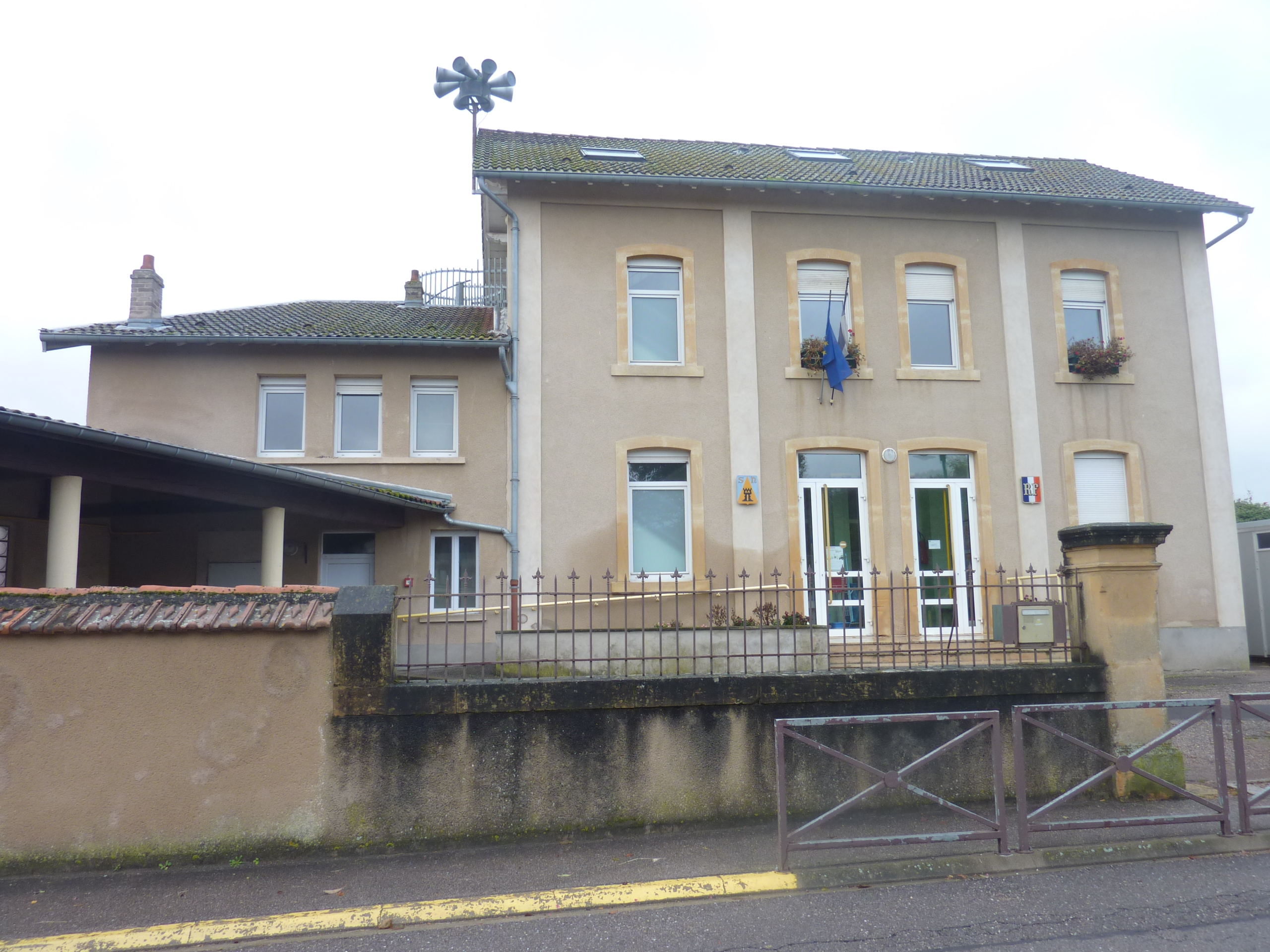
La mairie

| Période                                  | Période   | Identité            | Étiquette | Qualité |
| ---------------------------------------- | --------- | ------------------- | --------- | ------- |
| Les données manquantes sont à compléter. |           |                     |           |         |
|                                          |           | Wasselin Woirgard   |           |         |
|                                          |           | François Woirgard   |           |         |
|                                          |           | André Gougeon       |           |         |
| 1984                                     | mars 2001 | Roland Richard      |           |         |
| mars 2001                                | mars 2008 | Jean-Paul Henrion   |           |         |
| mars 2008                                | En cours  | François Carpentier |           |         |

### Budget et fiscalité 2013
En 2013, le budget de la commune était constitué ainsi :
- total des produits de fonctionnement : 579 000 €, soit 754 € par habitant ;
- total des charges de fonctionnement : 600 000 €, soit 783 € par habitant ;
- total des ressources d’investissement : 831 000 €, soit 1 084 € par habitant ;
- total des emplois d’investissement : 1 532 000 €, soit 1 997 € par habitant.
- endettement : 222 000 €, soit 289 € par habitant.

Avec les taux de fiscalité suivants :
- taxe d’habitation : 11,45 % ;
- taxe foncière sur les propriétés bâties : 10,83 % ;
- taxe foncière sur les propriétés non bâties : 37,25 % ;
- taxe additionnelle à la taxe foncière sur les propriétés non bâties : 0,00 % ;
- cotisation foncière des entreprises : 0,00 %.

## Démographie
L'évolution du nombre d'habitants est connue à travers les recensements de la population effectués dans la commune depuis 1793. Pour les communes de moins de 10 000 habitants, une enquête de recensement portant sur toute la population est réalisée tous les cinq ans, les populations de référence des années intermédiaires étant quant à elles estimées par interpolation ou extrapolation. Pour la commune, le premier recensement exhaustif entrant dans le cadre du nouveau dispositif a été réalisé en 2004.

En 2022, la commune comptait 1 040 habitants, en évolution de +23,96 % par rapport à 2016 (Moselle : +0,52 %, France hors Mayotte : +2,11 %).
| 1793 | 1800 | 1806 | 1821 | 1836 | 1841 | 1861 | 1866 | 1871 |
| ---- | ---- | ---- | ---- | ---- | ---- | ---- | ---- | ---- |
| 188  | 201  | 213  | 219  | 254  | 288  | 269  | 267  | 269  |

| 1875 | 1880 | 1885 | 1890 | 1895 | 1900 | 1905 | 1910 | 1921 |
| ---- | ---- | ---- | ---- | ---- | ---- | ---- | ---- | ---- |
| 253  | 235  | 234  | 216  | 208  | 205  | 187  | 199  | 181  |

| 1926 | 1931 | 1936 | 1946 | 1954 | 1962 | 1968 | 1975 | 1982 |
| ---- | ---- | ---- | ---- | ---- | ---- | ---- | ---- | ---- |
| 231  | 327  | 413  | 321  | 357  | 210  | 248  | 432  | 689  |

| 1990 | 1999 | 2004 | 2006 | 2009 | 2014 | 2019 | 2022  | - |
| ---- | ---- | ---- | ---- | ---- | ---- | ---- | ----- | - |
| 666  | 653  | 643  | 685  | 757  | 846  | 864  | 1 040 | - |

## Culture locale et patrimoine

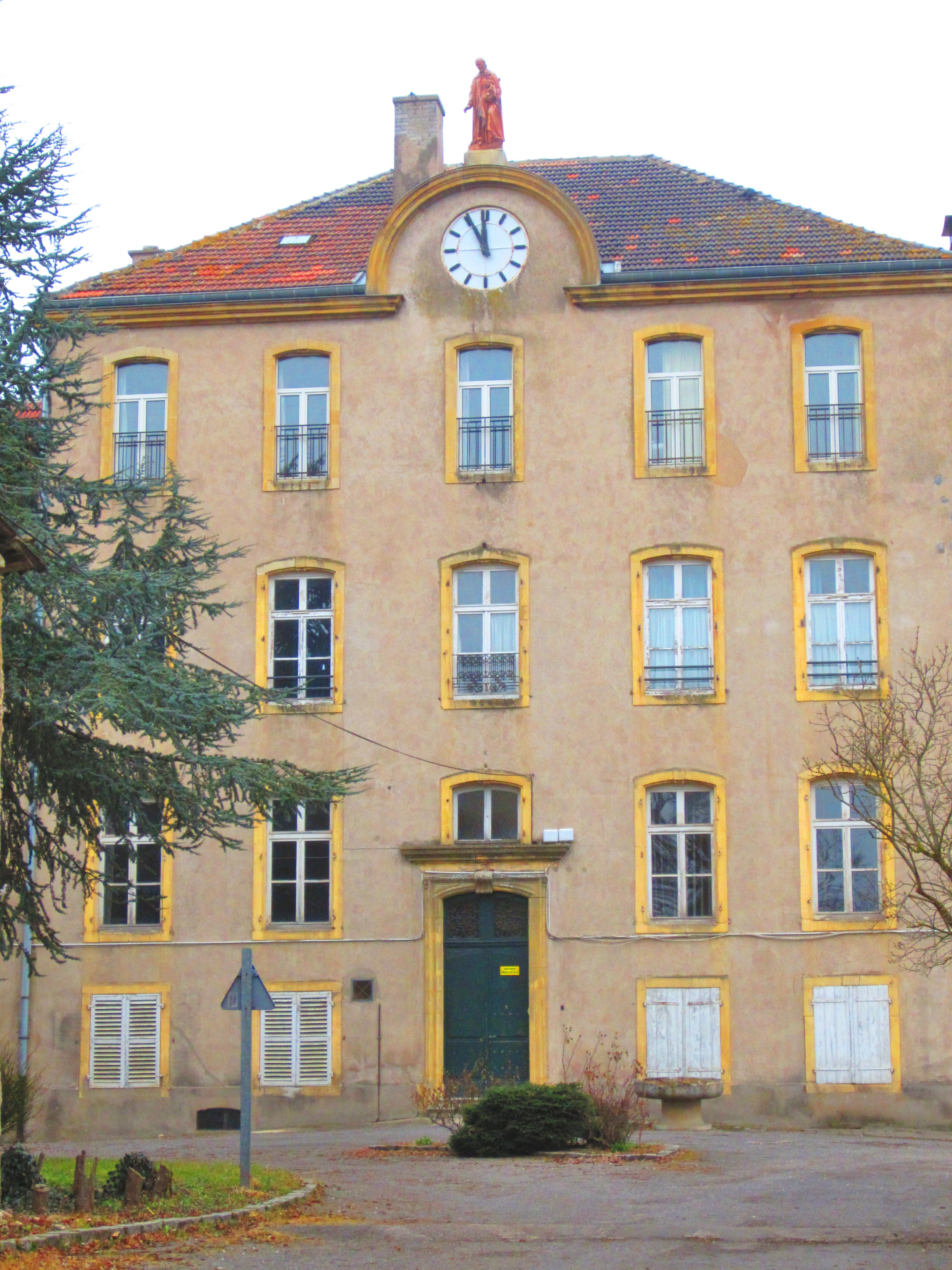
L'ancien séminaire.

Chapelle du séminaire.

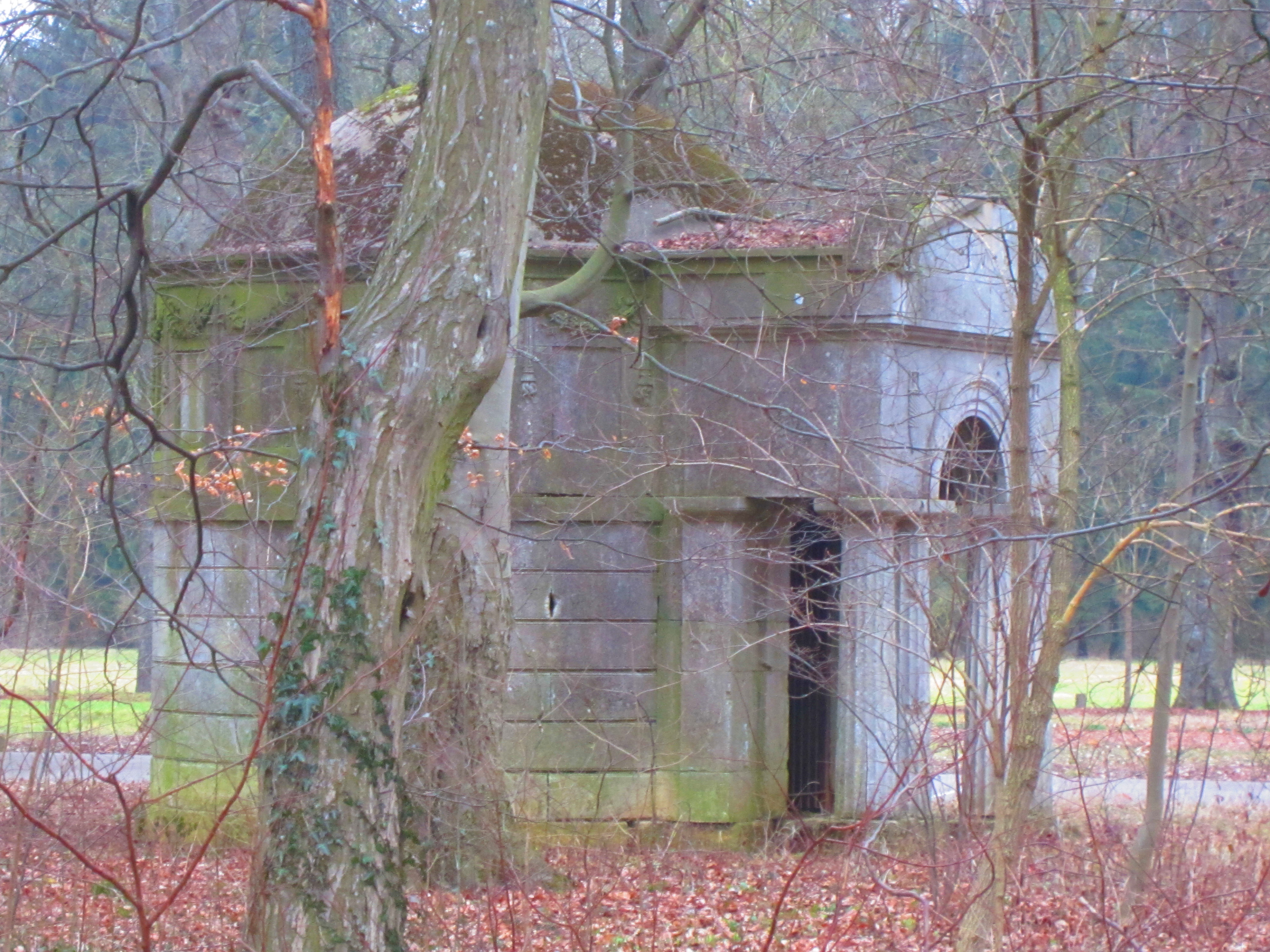
Chapelle oratoire du séminaire.

### Lieux et monuments

#### Édifices civils
- La ferme-château de Haute-Rive, mentionnée dans un écrit de 1267[23]. Vestiges des fossés, porte-cochère, cour intérieure fermée par un corps de logis, écuries, granges et dépendances, fenêtres à tympan trilobé... Micro-Brasserie créée en 2009[17].
- Le château de Cuvry, à côté de l’église, XVIIIe siècle, remanié au XXe siècle en collège lazariste, la façade du XVIIIe siècle a été conservée. Le bâtiment est réquisitionné pendant la Seconde Guerre mondiale par les orphelinats messins et accueille les vieillards de l’hospice Saint-Nicolas. Il sert aussi d’hôpital de délestage de Metz en cas de besoin. La commune souhaite remettre le site en valeur[17]. Démoli en 2011
- Lavoir.
- L'ancienne voie ferrée qui reliait Metz à Château-Salins passe au milieu du village[17].
- L'internat Saint-Vincent-de-Paul, ouvert en 1922, il ferme en juin 2008 et est démoli en 2011
- La fondation Bompard de Novéant-sur-Moselle dirige à Cuvry une unité destinée aux malades de type Alzheimer, des travaux sont en cours pour réaliser une structure d'accueil supplémentaire destinée aux malades Huntington en partenariat avec la Fédération Huntington espoir[17].
- Plateau sportif : deux terrains de football, un « city stade » inauguré le 19 septembre 2009, deux terrains de tennis, une aire de jeu pour enfant, un boulodrome.

#### Édifices religieux
- Église Saint-Martin XVIIIe siècle ; nef éclairée de six vitraux restaurés dans les années 1980 ; ouvertures en plein cintre ; à l’entrée du chœur se trouvent deux fresques en l’honneur de saint Martin, le patron de la paroisse[17].
- Orgue Système unit de l'église Saint-Martin, construit par Frédéric Haerpfer en 1935[24]

### Personnalités liées à la commune
Le père André Sylvestre est né en 1920 en Lorraine et a fait ses études au petit séminaire de Cuvry